# Ánh sáng Marfa

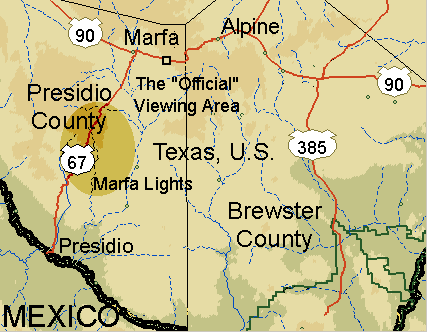
Vị trí "Ánh sáng Marfa" trong hình ảnh này cho biết nơi có thể nhìn thấy ánh sáng này.

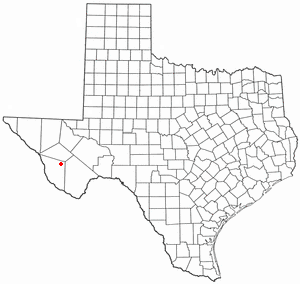
Marfa, Texas nằm tại tọa độ.

Ánh sáng Marfa, còn gọi là ánh sáng ma Marfa, được nhiều người quan sát ở gần đường Quốc lộ 67 tại vùng Mitchell Flat phía đông Marfa, bang Texas nước Mỹ. Luồng sáng kỳ lạ này gây tiếng vang khi người xem cứ gán cho chúng là các hiện tượng siêu linh như ma, UFO, hoặc ma trơi. Nghiên cứu khoa học cho thấy rằng hầu hết, nếu không phải tất cả, đều chỉ là phản xạ khí quyển của ánh đèn pha ô tô và lửa trại mà thôi.

## Tổng quan
Theo lời Judith Brueske cho biết, "'Ánh sáng Marfa' ở phía tây Texas từng được gọi bằng nhiều cái tên trong những năm qua, chẳng hạn như ánh sáng ma, luồng sáng kỳ lạ, ánh sáng bí ẩn hoặc ánh sáng Chinati. Địa điểm yêu thích đế ngắm nhìn ánh sáng này là một nơi rộng lớn nằm trên Xa lộ 90, cách Marfa khoảng 9 dặm về phía đông. Luồng sáng thường được kể là những điểm sáng ở xa, có thể phân biệt được với ánh đèn trang trại và đèn pha ô tô trên Xa lộ 67 (giữa Marfa và Presidio, về phía nam) chủ yếu nhờ chuyển động không bình thường của chúng".
Robert và Judy Wagers định nghĩa "Ánh sáng Marfa Cổ xưa" được nhìn thấy ở phía nam-tây nam của Trung tâm Quan sát Ánh sáng Marfa (MLVC). Họ xác định lề trái của khu vực quan sát được căn chỉnh dọc theo tháp Công ty Điện thoại Big Bend khi nhìn từ MLVC và lề phải là Đỉnh núi Chinati khi nhìn từ MLVC.
Đề cập đến Công viên Quan sát Ánh sáng Marfa ở phía đông Marfa, James Bunnell nhận định, "bạn có thể chỉ chiêm ngưỡng những quả cầu ánh sáng bí ẩn đột nhiên xuất hiện trên tán lá sa mạc. Những quả cầu ánh sáng này có thể đứng yên khi chúng phát ra và tắt dần với cường độ thay đổi từ mờ nhạt đến gần như phát sáng chói lòa. Thế rồi, những luồng sáng ma quái này có thể bay vọt qua sa mạc...hoặc thực hiện phân tách và hợp nhất. Màu ánh sáng thường là vàng cam nhưng cũng có thể nhìn thấy các màu khác, bao gồm xanh lá cây, xanh lam và đỏ. Ánh sáng Bí ẩn Marfa (MLs) thường bay phía trên thảm thực vật sa mạc nhưng bên dưới núi mặt bàn đằng sau".

## Lịch sử
Ghi chép lịch sử đầu tiên về ánh sáng Marfa xuất hiện vào năm 1883 khi một tay chăn bò trẻ tuổi tên Robert Reed Ellison bất chợt nhìn thấy luồng sáng nhấp nháy khi đang lùa gia súc đi qua đèo Paisano và tự hỏi liệu đó có phải là lửa trại của người da đỏ Apache hay không. Những người định cư khác nói với Ellison rằng họ thường xuyên nhìn thấy ánh sáng này, nhưng khi điều tra, họ chẳng tìm thấy tro hay bằng chứng nào khác về một khu cắm trại như vậy cả. Joe và Anne Humphreys lần lượt kể lại rằng họ đã nhìn thấy ánh sáng này vào năm 1885. Cả hai câu chuyện đều xuất hiện trong cuốn sách của Cecilia Thompson có tựa đề History of Marfa and Presidio County, Texas 1535-1946, được xuất bản năm 1985.:21–22
Bài viết đầu tiên về luồng sáng này được đăng trên tạp chí Coronet số tháng 7 năm 1957. Năm 1976 cuốn sách Tales of the Big Bend của Elton Miles bao gồm những câu chuyện có niên đại từ thế kỷ 19 và bức ảnh chụp ánh sáng Marfa của một chủ trang trại địa phương.:25
Bunnell đã liệt kê 34 trường hợp nhìn thấy ánh sáng Marfa từ năm 1945 đến năm 2008. Các trạm giám sát bắt đầu được thiết lập ngay từ năm 2003. Ông xác định"trung bình 9,5 MLs vào 5,25 đêm mỗi năm", nhưng tin rằng các trạm giám sát có thể chỉ tìm thấy được một nửa số ánh sáng Marfa ở Mitchell Flat mà thôi.:261

## Truyền thông
Ánh sáng này được giới thiệu và đề cập trên nhiều phương tiện truyền thông khác nhau, bao gồm chương trình truyền hình Unsolved Mysteries và một tập phim của bộ King of the Hill ("Of Mice and Little Green Men") và trong một tập So Weird chếu trên kênh Disney Channel Original Series. Một cuốn sách năm 2009 của David Morrell nhan đề The Shimmer, được lấy cảm hứng từ ánh sáng này. The Rolling Stones có nhắc đến "Ánh sáng Marfa" trong ca khúc "No Spare Parts" từ bản tái phát hành năm 2011 trong album Some Girls ra mắt năm 1978 của họ. Trong tập "Mad About the Toy" năm 2019 của phim Simpsons, cả nhà Simpsons đều đến thăm Marfa. Lisa cố gắng giải thích về ánh sáng này nhưng bị Marge ngăn cản.